# Сейна, Петер
Петер Сейна (словац. Peter Sejna; род. 5 октября 1979, Липтовски-Микулаш, Среднесловацкий край) — словацкий хоккеист, левый защитник.

## Карьера
Петр воспитанник словацкого клуба Липтовски Микулаш в молодёжном составе которого он выступал с 1996 по 1998 год. В сезоне 1998/99 переехал в Северную Америку, где выступал за клуб «Де-Мойн Баккенирс» (ХЛСШ), ещё три года отыграл за команду Колледжа Колорадо (НКАА). В конце сезона 2002/03 дебютировал в составе клуба НХЛ «Сент-Луис Блюз». За пять сезонов в составе «блюзменов» Сейна провёл 43 матча и набрал 7 очков (4+3), большую часть времени он выступал в фарм-клубе «блюзменов» в АХЛ «Вустер АйсКетс» и «Пеория Райвермен».
Летом 2007 года защитник заключил контракт с ЦСК Лайонс (НЛА) и в первом же сезоне становится чемпионом Швейцарии, а также выигрывает хоккейную лигу чемпионов. В 2010 году переходит в ХК «Давос», в составе которого становится второй раз чемпионом Швейцарии.
В начале сезона 2012/13 Сейна продолжил карьеру в «Рапперсвиль-Йона Лейкерс», с которым заключил двухлетний контракт.
Сезон 2014/15 проводил за ХК «Ла Шо-де-Фон» в НЛБ, после чего завершил карьеру игрока.

## Достижения
- Медаль Президента Словацкой Республики (14 мая 2003 года)[1]